# آترازین
آترازین (به انگلیسی: Atrazine) یک ترکیب شیمیایی با شناسه پاب‌کم ۲۲۵۶ است. شکل ظاهری این ترکیب، جامد بی‌رنگ است. این ترکیب به عنوان یک علف‌کش مورد استفاده قرار می‌گیرد. زمانی که آترازین در غلظت‌هایی پایین‌تر از استانداردهای دولت مصرف شود، باعث آلودگی گستردهٔ آب‌های آشامیدنی و مشکلاتی احتمالی در انسان‌ها در رابطه با نقائص هنگام تولد و مشکلات قاعدگی می‌شود و به همین دلیل مورد بحث‌های بسیاری قرار گرفته است. با وجود این‌که این ترکیب در اتحادیه اروپا ممنوع شده است، هنوز به عنوان یک علف‌کش به‌طور گسترده‌ای در جهان استفاده می‌شود.